# Al-Muti
Abu’l-Kasim al-Fadl ibn Dża’far al-Muktadir al-Muti’ li-’llāh (arab. ‏أبو القاسم الفضل بن المقتدر‎, znany lepiej pod królewskim imieniem Al-Muti li’llāh (arab. ‏ar‎, "Posłuszny Bogu", ur. 913/914 w Bagdadzie, zm. 12 października 974 w drodze do Dajr al-Akul) – dwudziesty trzeci kalif dynastii Abbasydów.

## Życiorys

### Wczesne życie
Al-Fald przyszedł na świat w 913/914 roku. Jego ojcem był osiemnasty kalif Al-Muktadir, a matką konkubina Mash’ala, która miała słowiańskie korzenie. Al-Fald miał dwoje braci, którzy również pełnili funkcje kalifów. Jego starszym bratem Al-Muttaki, który panował w latach 940-944. Ar-Radi, również starszy od Al-Fadla, panował w latach 934-940. Al-Muti dorastał w czasach kryzysu. Panowanie Al-Muktadira charakteryzowało się konfliktami frakcyjnymi, atakami Karmatów, upadkiem gospodarki i niedoborami dochodów, które doprowadziły do niepokojów wojskowych, które zakończyły się zamordowaniem kalifa w 932 roku. Podobnie wyglądała sytuacja za czasów kalifatu Al-Muttakiego i Ar-Radiego. Rząd Abbasydów utracił kontrolę nad prowincjami, a wojskowi decydenci pozbawili kalifów prawdziwej władzy i rywalizowali ze sobą o tytuł amir al-umara ("dowódca dowódców"). Al-Muttaki został wyniesiony na tron przez amir al-umara imieniem Bajkam, ale tylko dla własnych celów. Próby kalifa odzyskania niezależności i autorytetu zakończyły się niepowodzeniem i doprowadziły do obalenia i oślepienia Al-Muttakiego przez tureckiego oficera i amir al-umara Tuzuna.
Jako potomek i brat poprzednich kalifów, Al-Fald był oczywistym kandydatem do tronu. Tuzun wybrał zamiast niego Al-Mustakfiego, syna kalifa Al-Muktafiego. Al-Mustakfi i Al-Muti nienawidzili się i kłócili, a ich charaktery były diametralnie różne. Al-Fadl, podobnie jak ojciec, słynął ze swojej pobożności. Al-Mustakfi utrzymywał dobre relacje z szyitami i miejskimi włóczęgami i wojownikami, nazywanymi ajjarami. Kontakty te były zniewagą dla pobożniejszych warstw społeczeństwa. Gdy Al-Mustakfi objął tron, wysłał swoich agentów, aby pojmali Al-Fadla, ale ten zdołał się już ukryć. Kalif musiał zadowolić się zburzeniem jego domu. Ten akt naznaczył Al-Fadla jako poważnego rywala, a ówczesny wezyr Ali ibn Isa ibn al-Dżarrah powiedział, że od tego dnia Al-Fadl został uznany za następcę tronu.

### Kalifat
Siły Bujidów  wkroczyły do Bagdadu bez oporu. 21 grudnia 945 roku Al-Mustakfi został zmuszony do uznania autorytetu Bujidów. Ponieważ Al-Mustakfi znajdował się teraz pod kontrolą Bujidów, Hamdanidzi natychmiast przestali uznawać go za kalifa i ogłosili wierność byłemu kalifowi Al-Muttakiemu. 29 stycznia 946 roku (lub 9 marca według innych źródeł) Al-Mustakfi został zdegradowany. Bujidzi wyznaczyli nowego kalifa Al-Mutiego. Nie mając żadnej realnej władzy, nowy kalif był w rzeczywistości marionetkowym władcą, który przyznał reżimowi Bujidów legitymację. Po zawarciu porozumienia pokojowego latem 946 roku Hamdanidzi uznali Al-Mutiego za kalifa, ale na wschodzie Samanidzi nadal uznawali Al-Mustakfiego za kalifa do 955 roku.
Al-Mustakfi został oślepiony, najwyraźniej jako akt zemsty zainicjowany przez al-Mutiego i spędził resztę życia jako więzień w pałacu kalifatu, gdzie zmarł we wrześniu 949 roku.
Iż domeny korony kalifatu zostały rozdysponowane na utrzymanie armii, dzienna pensja Al-Mutiego wynosiła 200 srebrnych dinarów. Kiedy Basra została wkrótce potem odzyskana z rąk rodziny Baridi, przydzielono mu tam rozległe posiadłości, co zwiększyło jego dochód do 200 000 złotych dinarów rocznie. Chociaż ogólny upadek Iraku później zmniejszył jego dochód o trzy czwarte jego pierwotnej wartości, pozwoliło to kalifowi na finansowe wsparcie członków klanu Abbasydów w potrzebie i na składanie bogatych darów Kaabie. Dochody umożliwiły również budowę szeregu pawilonów na terenie pałacu kalifatu: Pałacu Pawia (Dar al-Tawawis), Dom Płaczu i Całowania (Dar al-Muthammana) i Domu Kwadratowego (Dar al-Murabba'a).

### Abdykacja i śmierć
W 974 roku doszło do zamachu stanu, na którego czele stał Sabuktakin, turecki dowódca w służbie dynastii Bujidów. Al-Muti opuścił Bagdad wraz z członkami klanu Bujidów, ale Sabuktakin zmusił go do powrotu i uwięził w swoim pałacu. W podeszłym wieku i ze sparaliżowaną prawą stroną ciała po udarze w 970 roku, Al-Muti został nakłoniony do abdykacji, podając jako pretekst swój stan zdrowia. 5 sierpnia jego następcą został jego syn Abd al-Karim, znany jako At-Ta’i. Była to pierwsza sukcesja kalifatu z ojca na syna od czasów Al-Muktafiego w 902 roku.
Sabuktakin został mianowany przez At-Ta’ia amir al-umara. W towarzystwie Al-Mutiego i jego syna opuścił Bagdad i wyruszył na kampanię przeciwko Bujidom. Al-Muti zmarł 12 października 974 roku w drodze do Dajr al-Akul. Został pochowany w mauzoleum swojej babci ze strony ojca, Shaghab, w dzielnicy Bagdadu Al-Rusafa, gdzie pochowany został również Ar-Radi.